# Campionati europei di atletica leggera 2016 - Salto in alto femminile
Il salto in alto femminile ai Campionati europei di atletica leggera 2016 si è svolto tra il 6 e il 7 luglio 2016.

## Record
Prima di questa competizione, il record del mondo (RM), il record europeo (EU) ed il record dei campionati (RC) sono i seguenti:
| Record                | Prestazione | Atleta                      | Data                              | Competizione              |
| --------------------- | ----------- | --------------------------- | --------------------------------- | ------------------------- |
| Record mondiale       | 2,09 m      | Stefka Kostadinova Bulgaria | 30 agosto 1987 Roma, Italia       | Campionati del mondo 1987 |
| Record europeo        | 2,09 m      | Stefka Kostadinova Bulgaria | 30 agosto 1987 Roma, Italia       | Campionati del mondo 1987 |
| Record dei campionati | 2,03 m      | Tia Hellebaut Belgio        | 11 agosto 2006 Göteborg, Svezia   | Campionati europei 2006   |
| Record dei campionati | 2,03 m      | Venelina Veneva Bulgaria    | 11 agosto 2006 Göteborg, Svezia   | Campionati europei 2006   |
| Record dei campionati | 2,03 m      | Blanka Vlašić Russia        | 1º agosto 2010 Barcellona, Spagna | Campionati europei 2010   |

## Programma
| Data          | Ora   | Turno          |
| ------------- | ----- | -------------- |
| 6 luglio 2016 | 11:00 | Qualificazioni |
| 7 luglio 2016 | 17:30 | Finale         |

## Risultati

### Qualificazioni
Si qualificano alla finale le atlete che saltano 1,92 m (Q) o le dodici migliori misure (q).
| Pos. | Gruppo | Nome                       | Nazionalità | 1,70 | 1,75 | 1,80 | 1,85 | 1,89 | 1,92 | Misura | Note                                     |
| ---- | ------ | -------------------------- | ----------- | ---- | ---- | ---- | ---- | ---- | ---- | ------ | ---------------------------------------- |
| 1    | A      | Michaela Hrubá             | Rep. Ceca   | -    | -    | o    | o    | o    | o    | 1,92 m | Q                                        |
| 1    | A      | Airinė Palšytė             | Lituania    | -    | -    | o    | o    | o    | o    | 1,92 m | Q                                        |
| 3    | B      | Ruth Beitia                | Spagna      | -    | -    | -    | o    | xo   | o    | 1,92 m | Q                                        |
| 4    | B      | Mirela Demireva            | Bulgaria    | -    | -    | o    | o    | xo   | xxo  | 1,92 m | Q                                        |
| 5    | A      | Marie-Laurence Jungfleisch | Germania    | -    | -    | o    | o    | o    | xx   | 1,89 m | q                                        |
| 5    | B      | Sofie Skoog                | Svezia      | -    | o    | o    | o    | o    | xxx  | 1,89 m | q                                        |
| 5    | A      | Barbara Szabó              | Ungheria    | -    | -    | o    | o    | o    | xx   | 1,89 m | q                                        |
| 5    | B      | Nafissatou Thiam           | Belgio      | -    | -    | o    | o    | o    | x-   | 1,89 m | q                                        |
| 5    | A      | Alessia Trost              | Italia      | -    | o    | o    | o    | o    | xx   | 1,89 m | q                                        |
| 10   | A      | Oksana Okuneva             | Ucraina     | -    | o    | o    | o    | xo   | xx   | 1,89 m | q                                        |
| 10   | A      | Desirée Rossit             | Italia      | o    | o    | o    | o    | xo   | xx   | 1,89 m | q                                        |
| 12   | A      | Maruša Černjul             | Slovenia    | -    | xo   | o    | o    | xo   | xxx  | 1,89 m | q                                        |
| 13   | B      | Linda Sandblom             | Finlandia   | -    | o    | o    | xxo  | xxo  | xxx  | 1,89 m |                                          |
| 14   | B      | Ana Šimić                  | Croazia     | -    | -    | xo   | xxo  | xxo  | xxx  | 1,89 m |                                          |
| 15   | A      | Yuliya Chumachenko         | Ucraina     | -    | o    | o    | o    | xxx  |      | 1,85 m |                                          |
| 16   | B      | Erika Furlani              | Italia      | -    | o    | xo   | o    | xxx  |      | 1,85 m |                                          |
| 16   | B      | Isobel Pooley              | Regno Unito | -    | o    | xo   | o    | xxx  |      | 1,85 m |                                          |
| 18   | A      | Eleriin Haas               | Estonia     | -    | o    | o    | xo   | xxx  |      | 1,85 m | Miglior prestazione personale stagionale |
| 18   | B      | Iryna Herashchenko         | Ucraina     | -    | -    | o    | xo   | xxx  |      | 1,85 m |                                          |
| 18   | A      | Katarina Mögenburg         | Norvegia    | -    | o    | o    | xo   | xxx  |      | 1,85 m |                                          |
| 18   | B      | Marija Vukovic             | Montenegro  | -    | o    | o    | xo   | xxx  |      | 1,85 m |                                          |
| 22   | A      | Erika Kinsey               | Svezia      | -    | o    | o    | xxo  | xxx  |      | 1,85 m |                                          |
| 23   | B      | Anna Iljuštšenko           | Estonia     | -    | -    | o    | xxx  |      |      | 1,80 m |                                          |
| 23   | A      | Valentina Liashenko        | Georgia     | o    | o    | o    | xxx  |      |      | 1,80 m |                                          |
| 25   | B      | Ma'ayan Shahaf             | Israele     | o    | o    | xo   | xxx  |      |      | 1,80 m |                                          |
| 26   | B      | Clàudia Guri               | Andorra     | o    | xxo  | xxx  |      |      |      | 1,75 m |                                          |

### Finale
| Pos.    | Nome                       | Nazionalità | 1,84 | 1,89 | 1,93 | 1,96 | 1,98 | 2,00 | Misura | Note                                     |
| ------- | -------------------------- | ----------- | ---- | ---- | ---- | ---- | ---- | ---- | ------ | ---------------------------------------- |
| Oro     | Ruth Beitia                | Spagna      | o    | o    | xo   | o    | o    | xxx  | 1,98 m | Miglior prestazione personale stagionale |
| Argento | Airine Palšite             | Lituania    | o    | o    | o    | o    | xxx  |      | 1,96 m | Miglior prestazione personale stagionale |
| Argento | Mirela Demireva            | Bulgaria    | o    | o    | o    | o    | xxx  |      | 1,96 m |                                          |
| 4       | Nafissatou Thiam           | Belgio      | o    | xo   | xo   | xxx  |      |      | 1,93 m |                                          |
| 5       | Marie-Laurence Jungfleisch | Germania    | o    | o    | xxo  | xxx  |      |      | 1,93 m | =                                        |
| 6       | Alessia Trost              | Italia      | o    | o    | xxx  |      |      |      | 1,89 m |                                          |
| 6       | Desirée Rossit             | Italia      | o    | o    | xxx  |      |      |      | 1,89 m |                                          |
| 6       | Oksana Okuneva             | Ucraina     | o    | o    | xxx  |      |      |      | 1,89 m |                                          |
| 9       | Sofie Skoog                | Svezia      | o    | xo   | xxx  |      |      |      | 1,89 m |                                          |
| 9       | Maruša Černjul             | Slovenia    | o    | xo   | xxx  |      |      |      | 1,89 m |                                          |
| 11      | Barbara Szabó              | Ungheria    | xxo  | xo   | xxx  |      |      |      | 1,89 m | =                                        |
| 12      | Michaela Hrubá             | Rep. Ceca   | o    | xxx  |      |      |      |      | 1,84 m |                                          |